# Tipula (Papuatipula) lieftincki
Tipula (Papuatipula) lieftincki is een tweevleugelige uit de familie langpootmuggen (Tipulidae). De soort komt voor in het Australaziatisch gebied.